# Reischekia exigua
Espèce
Reischekia exigua est une espèce de pseudoscorpions de la famille des Chernetidae.

## Distribution
Cette espèce est endémique de Nouvelle-Zélande.

## Description
Les femelles mesurent de 1,8 à 2,2 mm.

## Liste des sous-espèces
Selon Pseudoscorpions of the World (version 3.0) :
- Reischekia exigua exigua Beier, 1976
- Reischekia exigua sentiens Beier, 1976

## Publication originale
- Beier, 1976 : The pseudoscorpions of New Zealand, Norfolk, and Lord Howe. New Zealand Journal of Zoology, vol. 3, no 3, p. 199-246 (texte intégral).